# كيث إدواردز (لاعب كريكت)
كيث إدواردز (26 أغسطس 1951 في المملكة المتحدة - ) (بالإنجليزية: Keith Edwards)‏ هو لاعب كريكت بريطاني. لعب مع Buckinghamshire County Cricket Club ‏ والمقاطعات الوطنية للكريكيت الإنجليزي والويلزي ‏.

## وصلات خارجية
- كيث إدواردز على موقع إي آس بي آن كريك إنفو (الإنجليزية)